# Stary, gdzie moja bryka?
Stary, gdzie moja bryka? (ang. Dude, Where's My Car?) – sensacyjna komedia absurdu kierowana głównie do młodej widowni. Głównymi bohaterami są Jessy (Ashton Kutcher) i Chester (Seann William Scott). Akcja filmu rozpoczyna się wraz z pobudką bohaterów po szalonej imprezie, po której nic nie pamiętają. Po wyjściu przed dom zaczynają się zastanawiać, gdzie ostatniej nocy zostawili samochód. Podczas poszukiwania odpowiedzi napotykają na swej drodze wiele ciekawych osób, m.in. poszukiwaczy UFO oraz wplątują się w serię dziwnych zdarzeń.

## Obsada
- Seann William Scott – Chester Greenburg
- Ashton Kutcher – Jesse Montgomery III
- Jennifer Garner – Wanda
- Marla Sokoloff – Wilma
- David Herman – Nelson
- Kristy Swanson – Christie Boner
- Hal Sparks – Zoltan
- John Toles-Bey – pan Pizzacoli
- Bob Clendenin – Zarnoff
- Turtle Lini – Jeff
- Kevin Christy – Zellner
- Jona Kai Jacobsen – Anthony
- Galvin Chapman – Birthday Son
- Erik Audé − muskularny mężczyzna
- Jodi Ann Paterson - Super gorąca laska